# Van Delft Biscuits
Van Delft Biscuits is een Nederlandse industriële bakkerij van koek, biscuits en sinterklaasproducten, Het bedrijf was lang gevestigd in Koog aan de Zaan en sinds 1958 te Harderwijk.

## Geschiedenis
De onderneming dateert van 1880 toen de naamgever, Jan van Delft, een bakkerij overnam in Koog aan de Zaan die dateerde uit 1834. Het geleidelijk gegroeide bakkersbedrijf werd in 1930 omgezet in een naamloze vennootschap onder de naam Van Delft’s Fabrieken. Het was begin 20e eeuw een van de eerste bakkerijen met een lopende band oven voor de productie van pepernoten. In de jaren 1930 was het een landelijk bekende leverancier van biscuits, koekjes en taai taai. 
Jan van Delft is de bedenker van de industrieel gevormde kruidnoot. Het werd een groot succes, Van Delft werd de grootste producent van kruidnoten voor. Wegens ruimtegebrek werd het bedrijf in 1959 verplaatst naar een nieuwe, geautomatiseerde fabriek te Harderwijk. Deze plaats in het midden van het land lag gunstig voor de distributie van de producten.
In de jaren 1960 kwam er een samenwerking tot stand met branchegenoot De Bruin te Gorinchem en de De Baronie. De Baronie werd eigenaar maar verkocht Van Delft in 1989 aan Bernhard de Lange en zijn zoon Pierre. De Lange sr trad in 1993 terug, zijn zonen Pierre en Oscar namen de leiding over. In 2005 trad broer Pierre terug en nam Oscar alle aandelen over.
In 2009 nam Van Delft Rivington Ltd over, een grote wafelfabriek te Wigan in Engeland. Deze fabriek maakte roze wafeltjes onder de naam Pink Panther. In 2016 werd de fabriek gesloten en een deel van de productie verhuist naar Harderwijk. 
In 2014 was het bedrijf goed voor drie miljard kruidnoten, die 20% van de totale productie uitmaakten. In 2020 opende Van Delft Biscuits een nieuwe fabriek te Harderwijk waar op jaarbasis vijf miljard kruidnoten gemaakt worden, dat is zo'n 75% van de totale markt.

## Productie
Van Delft is in Nederland marktleider met een groot assortiment (chocolade) pepernoten, speculaas en taai-taai. Daarnaast maakt men fruitbiscuits en fruitrepen, chocoladebiscuits en glacébiscuits. Meestal onder het huismerk van grote winkelketens. Het bedrijf levert daarnaast aan supermarktketens in nagenoeg alle Europese landen. 

## Winkels
Er worden jaarlijks zo'n twintig seizoenswinkels geëxploiteerd gedurende de maanden september tot en met december. Hier worden meer luxe producten verkocht zoals bonbons en chocoladerepen. Er zijn chocolade kruidnoten in vijftig verschillende smaken.

## Merken
- Van Delft de Pepernotenfabriek[4]
- Café Noir
- Jungle Koeken
- Delfia's
- Likkoeken
- Dubbeldikjes
- Fruit Crackers en Fruit Bakes
- Bruintjes
- De Graanschuur (gestopt)
- Dutch & Dapper (gestopt)